# Step by Step (album des New Kids on the Block)
Pour les articles homonymes, voir Step by Step.
Albums de New Kids on the Block
Merry, Merry Christmas
(1989) Face the Music
(1994)
Singles
1. Step by Step
Sortie : 10 mai 1990
2. Valentine Girl
Sortie : 18 juin 1990
3. Tonight
Sortie : 26 juillet 1990
4. Let's Try It Again
Sortie : 20 septembre 1990

Step by Step est le troisième album studio du boys band américain New Kids on the Block, sorti en juin 1990.
Aux États-Unis, l'album a débuté à la 14e place du Billboard 200 dans la semaine du 23 juin 1990 et atteint la 1re place la semaine suivante,.
Au Royaume-Uni, il a débuté à la 1re place du hit-parade des albums dans la semaine du 24 au 30 juin 1990.

## Liste des pistes
Toutes les chansons sont écrites et composées par Maurice Starr, sauf indication contraire.
| 1.    | Step by Step                   |                                            | 4:29 |
| 2.    | Tonight                        | Al Lancellotti / Starr                     | 3:28 |
| 3.    | Baby, I Believe In You         |                                            | 4:42 |
| 4.    | Call It What You Want          |                                            | 4:12 |
| 5.    | Let's Try It Again             |                                            | 3:53 |
| 6.    | Happy Birthday                 | Starr / Michael Jonzun                     | 2:48 |
| 7.    | Games                          | Donnie Wahlberg / Starr                    | 3:29 |
| 8.    | Time Is on Our Side            | Lancellotti / Starr                        | 3:49 |
| 9.    | Where Do I Go from Here?       |                                            | 3:50 |
| 10.   | Stay with Me Baby              |                                            | 4:21 |
| 11.   | Funny Feeling                  |                                            | 3:50 |
| 12.   | Never Gonna Fall in Love Again | Danny Wood / T. Ra / Taharqa Aleem / Starr | 5:07 |
| 47:44 |                                |                                            |      |